# Doraemon
Doraemon (tiếng Nhật: ドラえもん phát âm tiếng Nhật: [doɾaemoɴ]) là một series manga của Nhật Bản do tác giả Fujiko F. Fujio sáng tác từ tháng 12 năm 1969 đến tháng 4 năm 1996, đăng lần đầu trên tạp chí CoroCoro Comic của nhà xuất bản Shogakukan. Nội dung series kể về cuộc đời của cậu bé Nobita và chú mèo máy Doraemon từ tương lai đến để giúp cuộc sống của cậu bé trở nên tốt hơn. 

Từ năm 1974 đến năm 1996, có tổng cộng 821 chương truyện được tuyển chọn đóng gói đưa vào 45 tập tankōbon dưới ấn hiệu Tentōmushi Comics cũng do Shogakukan xuất bản. Manga đã được dịch và xuất bản bằng nhiều ngôn ngữ trên thế giới, trong đó bao gồm cả tiếng Việt do Nhà xuất bản Kim Đồng biên soạn. Tác phẩm ba lần được chuyển thể thành anime: lần đầu do Nippon TV Dōga sản xuất gồm 52 tập phát sóng trên Nippon TV từ ngày 1 tháng 4 đến 30 tháng 9 năm 1973, lần thứ hai do Shin-Ei Animation sản xuất với 1787 tập phát từ 2 tháng 4 năm 1979 đến 18 tháng 3 năm 2005 trên TV Asahi và lần thứ ba cũng do Shin-Ei Animation sản xuất phát trên TV Asahi từ 15 tháng 4 năm 2005 đến nay. Tác phẩm cũng được chuyển thể thành các loại hình truyền thông khác như phim điện ảnh và trò chơi điện tử.

Được giới chuyên môn khen ngợi và là một thành công lớn trên khắp thế giới, Doraemon đã giành được nhiều giải thưởng lớn, bao gồm giải thưởng Hiệp hội Truyện tranh Nhật Bản vào các năm 1973 và 1994, giải Manga Shogakukan cho manga thiếu nhi vào năm 1982 và giải thưởng Văn hóa Tezuka Osamu vào năm 1997. Tính đến năm 2024, với hơn 300 triệu bản in được bán ra trên thế giới, Doraemon được xem là một trong những series manga nổi tiếng và thành công nhất mọi thời đại. Ngoài ra, Doraemon cũng chính thức trở thành một trong những thương hiệu truyền thông có doanh thu cao nhất mọi thời đại, trong đó loạt phim hoạt hình cùng tên có số lượng người xem cao nhất tại Nhật Bản và các quốc gia trên thế giới. Với những tác động lớn trên thị trường nội địa và quốc tế, nhân vật Doraemon được xem là một biểu tượng văn hóa của Nhật Bản, và từng được Bộ Ngoại giao Nhật Bản bổ nhiệm làm đại sứ anime đầu tiên vào năm 2008.

## Nội dung
Doraemon là một chú mèo máy được Nobi Sewashi (Nobi Nobito), cháu năm đời của Nobi Nobita, gửi từ thế kỷ 22 về quá khứ của ông mình để giúp đỡ Nobita trở nên tiến bộ và giàu có, tức là cũng sẽ cải thiện hoàn cảnh của con cháu Nobita sau này. Còn ở hiện tại, Nobita là một cậu bé luôn thất bại ở trường học, và sau đó công ty phá sản, thất bại trong công việc, đẩy gia đình và con cháu sau này vào cảnh nợ nần.
Các câu chuyện trong Doraemon thường có một chủ đề chung, đó là xoay quanh những rắc rối hay xảy ra với cậu bé Nobita học lớp Năm, nhân vật chính thứ hai của bộ truyện. Doraemon có một chiếc túi thần kỳ trước bụng với đủ loại bảo bối của tương lai. Cốt truyện thường gặp nhất sẽ là Nobita trở về nhà khóc lóc với những rắc rối mà cậu gặp phải ở trường học hoặc với bạn bè. Sau khi bị cậu bé van nài hoặc thúc giục, Doraemon sẽ đưa ra một bảo bối giúp Nobita giải quyết những rắc rối của mình, hoặc là để trả đũa hay khoe khoang với bạn bè của cậu. Nobita thường đi quá xa so với dự định ban đầu của Doraemon, thậm chí với những bảo bối mới cậu còn gặp rắc rối lớn hơn trước đó. Đôi khi những người bạn của Nobita, thường là Honekawa Suneo hoặc Goda Takeshi (Jaian), lại lấy trộm những bảo bối và sử dụng chúng không đúng mục đích. Tuy nhiên thường thì ở cuối mỗi câu chuyện, những ai sử dụng sai mục đích bảo bối sẽ phải chịu hậu quả do mình gây ra, và người đọc sẽ rút ra được bài học từ đó.

## Sáng tác

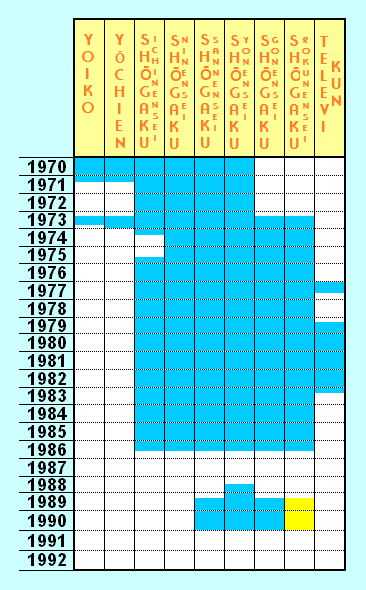
Lịch trình xuất bản manga Doraemon tại Nhật Bản.

Doraemon là tác phẩm của Fujiko Fujio, bút danh chung của hai họa sĩ manga Fujimoto Hiroshi và Abiko Motoo. Theo Fujimoto, ý tưởng bộ truyện được nảy sinh một cách hoàn toàn ngẫu nhiên: sau khi vấp phải đồ chơi của cô con gái và nghe thấy tiếng mèo kêu, ông bắt đầu nghĩ đến một cỗ máy có khả năng giúp mình tạo ra bộ manga mới. Để thiết lập tác phẩm và nhân vật chính, tác giả đã sử dụng một số yếu tố có trong manga trước đây của mình là Obake no Q-tarō, xoay quanh một hồn ma sống chung với con người với công thức lặp lại tương tự. Do đó, ý tưởng về Doraemon là kết quả của rất nhiều thử nghiệm khác nhau, kinh nghiệm từ những sai sót giúp ông tìm ra loại hình manga phù hợp với khả năng của mình là slice of life. Ban đầu, ở thời điểm phát hành tác phẩm không được nhiều độc giả đón nhận, ngược lại manga được ưa chuộng nhất là gekiga, sau này thị hiếu độc giả tăng dần cùng với sự phổ biến của anime truyền hình và phim chiếu rạp, manga dần được đón nhận và đánh giá cao. Nhờ vào điều này giúp tác phẩm được kéo dài thêm hai mươi bảy năm nữa.
Tác phẩm chủ yếu hướng đến đối tượng độc giả là trẻ em, Fujiko đã chọn tạo hình nhân vật bằng phong cách đồ họa đơn giản, dựa trên các dạng hình học cơ bản như hình tròn và hình elip, nhằm tạo cho Doraemon một khía cạnh thú vị và vui nhộn. Loạt anime đều đặn và liên tục giúp người đọc dễ hiểu câu chuyện. Thêm vào đó, xanh lam - một màu đặc trưng của nhân vật chính Doraemon được chọn làm màu chủ đạo trên các tạp chí đăng tác phẩm, vốn từng có bìa màu vàng và tiêu đề màu đỏ. Fujiko giải quyết các vấn đề trong manga theo hướng lạc quan và an toàn, hoàn toàn tránh những cảnh bạo lực hoặc khiêu dâm. Tuy nhiên, ông cũng lồng ghép nhiều vấn đề về môi trường vào với những câu chuyện mà trong đó có các nhân vật chính tham gia giúp đỡ động vật hoặc chỉ trích những hành vi sai trái của con người đối với thiên nhiên. Trong quá trình sáng tác, ông cố gắng đưa những lý thuyết trong sách giáo khoa hoặc ít nhất có liên quan đến văn hóa dân gian Nhật Bản ra giải quyết, đặc biệt là nhấn mạnh vào các giá trị đạo đức của chính trực, kiên trì, dũng cảm, gia đình và tôn trọng. Để nhấn mạnh vai trò trung tâm của lớp trẻ, ông đã chọn thực hiện hành động ở những nơi mà trẻ em thường đến thay vì người lớn, hợp pháp hóa sự tồn tại của một xã hội dựa trên tiềm năng của những người trẻ tuổi, qua đó mọi người đều có thể sống hạnh phúc; điều này đã nhận được nhiều sự đồng tình ủng hộ ở Nhật Bản và các nước lân cận. Trong quá trình phát triển manga, Fujiko không gán bất kỳ sự tiến hóa nào cho tính cách nhân vật, không tích cực hay tiêu cực; theo tác giả trên thực tế khi các nhân vật nhận ra khát vọng của mình thì lập tức tác phẩm của ông không còn gì thú vị. Do đó, ông thích một cấu trúc tuần hoàn vô hạn, trong đó có nhân vật chính "Thoạt đầu nhìn cậu ta có vẻ tiến bộ nhưng thực tế vẫn như cũ".
Việc xuất bản manga dừng lại sau khi tác giả qua đời vào năm 1996 và do không có cái kết đã làm dấy lên các truyền thuyết đô thị theo thời gian. Yagi Ryūichi và Yamazaki Takashi, đạo diễn của Stand by Me Doraemon nói rằng "Doraemon chỉ có một phần mở đầu duy nhất trong khi phần kết đã được viết và sửa đi sửa lại nhiều lần". Vì điều này, Shogakukan nhà xuất bản của tác phẩm buộc phải lên tiếng nói rằng chỉ khi Nobita và Shizuka chính thức kết hôn thì Doraemon mới hoàn thành nhiệm vụ, trở về tương lai.

### Bối cảnh
Truyện Doraemon lấy bối cảnh xã hội Nhật Bản vào thập niên 1970, cụ thể là ở quận Nerima thuộc ngoại ô thủ đô Tokyo, đặc biệt là những nơi tụ họp và vui chơi của trẻ em; nhà của các nhân vật, trường học và cả ngọn núi sau trường, nơi mà Nobita hay đến để tìm kiếm sự yên tĩnh thường xuyên xuất hiện. Một nơi thường được đề cập trong tác phẩm là "bãi đất trống" hay "sân bóng", bao gồm một bãi cỏ rộng có ba ống cống bê tông xếp chồng lên nhau, là nơi các nhân vật chính thường gặp mặt để cùng nhau chơi cầu lông, bóng đá và bóng chày, hay chỉ đơn giản là ngồi nói chuyện. Gần đó, nhà của Nobita nằm trong khu vực Tsukimidai (tạm dịch "Nơi ngắm nhìn Mặt Trăng"). Cái tên trên được lấy cảm hứng từ Fujimidai (tạm dịch "nơi ngắm nhìn núi Phú Sĩ"), nơi Tezuka Osamu sinh sống và làm việc; một mangaka nổi tiếng là điểm tham chiếu của người tạo ra Doraemon. Mặc dù những cảnh quan trong tác phẩm có vẻ bất biến, nhưng theo suy nghĩ của tác giả, có những yếu tố có thể thay đổi và tiến hóa, chẳng hạn như vật liệu xây dựng trong bãi đất trống. Trong quá trình xuất bản Doraemon, Fujiko cũng nhiều lần thay đổi các địa điểm và đối tượng hiện diện trong tác phẩm với mục đích làm cho câu chuyện trở nên thực tế hơn đối với độc giả.

### Bảo bối
Himitsu Dōgu (ひみつ道具 tạm dịch "Bảo bối bí mật") là những công cụ tiện ích từ tương lai của Doraemon. Chúng được sử dụng để giúp đỡ các nhân vật và là những yếu tố thường xuyên hiện diện đến mức chúng được coi là "điểm tựa của tác phẩm". Với những bảo bối này, Doraemon theo một cuộc bầu chọn năm 2007 trên trang tin tức Oricon thậm chí đã được xếp thứ hai trong "danh sách các nhân vật manga quyền năng nhất", chỉ sau Songoku của Dragon Ball. Trong một lần trả lời phỏng vấn ông Fujiko F. Fujio, khi được hỏi về số bảo bối của Doraemon đã đưa ra con số 1293, nhưng theo một thống kê vào năm 2004 của giáo sư Yokoyama Yasuyuki (thuộc đại học Toyama) thì số bảo bối của Doraemon xuất hiện trong 1344 câu chuyện lên tới 1963 dōgu. Trong số đó phải kể đến "Take Copter" (タケコプタ tạm dịch "Chong chóng tre"), một cánh quạt tre đặt trên đầu cho phép bạn bay, xuất hiện trong tác phẩm 214 lần, "Time Machine" (タイムマシン tạm dịch "Cỗ máy thời gian") xuất hiện 97 lần và được các nhân vật chính sử dụng để du hành xuyên thời gian, và "Dokodemo Door" (どこでもドア tạm dịch "Cánh cửa thần kỳ") một cánh cửa cho phép bạn đến mọi nơi và đã xuất hiện 68 lần. Một số bảo bối khác hay hiện diện trong tác phẩm là "Big Light" (ビッグライト tạm dịch "Đèn pin phóng to") và "Small Light" (スモールライト tạm dịch "Đèn pin thu nhỏ") tương ứng cho phép bạn phóng to hoặc thu nhỏ một đối tượng; "Time Furoshiki" (タイムふろしき tạm dịch "Khăn trùm thời gian") có khả năng khôi phục vật thể về một điều kiện cụ thể trong quá khứ hoặc tương lai; "Moshimo Box" (もしもボックス tạm dịch "Tủ điện thoại yêu cầu"), một bốt điện thoại có khả năng biến đổi thế giới theo yêu cầu cụ thể.

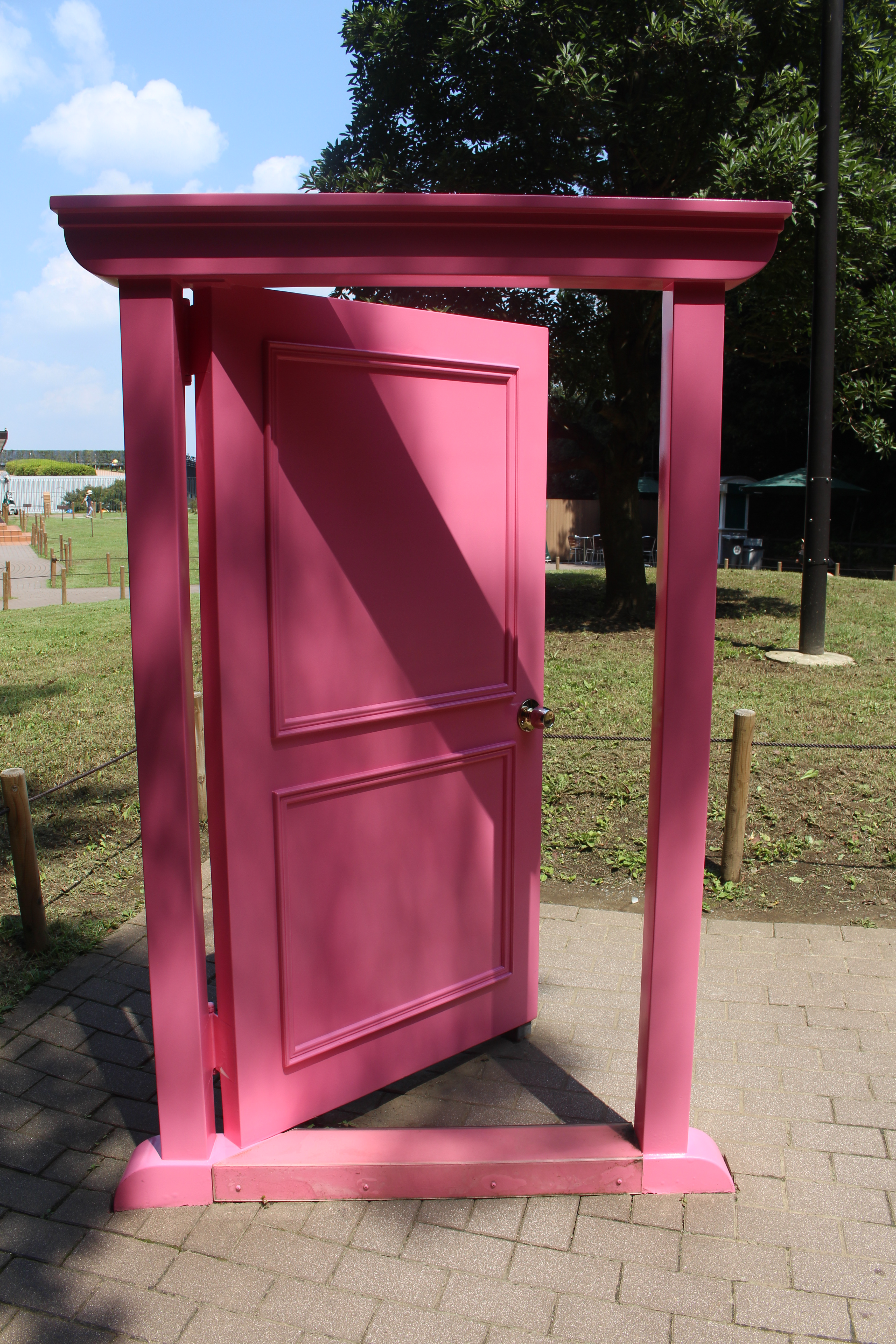
"Cánh cửa thần kỳ" một bảo bối xuất hiện trong Doraemon được đặt bên ngoài Bảo tàng Fujiko F. Fujio

Nhìn chung, các bảo bối có đặc điểm dễ sử dụng, di chuyển, trực quan và đáng tin cậy. Fujimoto đã đưa các bảo bối vào để phản ánh một cái nhìn lạc quan về mối quan hệ giữa con người và công nghệ. Bằng phép loại suy, ông đã cố gắng thể hiện Nobita là một người am hiểu công nghệ, biết vận dụng chúng cho ra những thí nghiệm thú vị. Thông qua các bảo bối thần kỳ, Fujiko thể hiện một số ước muốn của xã hội đương thời.

## Phương tiện truyền thông

### Manga

Doraemon xuất hiện lần đầu qua cỗ máy thời gian.

Ban đầu Doraemon được xuất bản bởi Shogakukan tại Nhật Bản từ ngày 1 tháng 12 năm 1969 trên hai tạp chí giáo dục dành cho trẻ em là Yoiko (よいこ tạm dịch "nhà trẻ") và Yōchien (幼稚園 tạm dịch "mẫu giáo"); tháng tiếp theo ra mắt trên tạp chí Shogaku Ichinensei (小学一年生 tạm dịch "lớp Một"), Shōgaku Ninensei (小学二年生 tạm dịch "lớp Hai"), Shōgaku Sannensei (小学三年生 tạm dịch "lớp Ba") và Shogaku Yonnensei (初学四年生 tạm dịch "lớp Bốn"). Từ năm 1973, bộ truyện được phát hành thêm trên hai tạp chí Shogaku Gonensei (小学五年生 tạm dịch "lớp Năm") và Shogaku Rokunensei (小学 六年生 tạm dịch "lớp Sáu"). Các câu chuyện trên mỗi tạp chí là khác nhau, đồng nghĩa với việc tác giả phải sáng tác ít nhất là 6 câu chuyện mỗi tháng. Năm 1977, CoroCoro Comic đã ra đời như một tạp chí chuyên về Doraemon.
Từ năm 1974, Fujiko bắt đầu chắt lọc các chương truyện mà ông đã đăng tải đóng gói thành  tankōbon, được phát hành từ ngày 31 tháng 7 năm 1974 đến ngày 26 tháng 4 năm 1996 dưới ấn hiệu Tentōmushi Comics (てんとう虫コミックス), với tổng cộng 45 tập. Nhằm tri ân những đóng góp của tác phẩm, tại Thư viện Trung tâm thành phố Takaoka quê hương tác giả, người ta đã thiết lập một khu vực đặc biệt trưng bày toàn bộ tuyển tập tankōbon của Doraemon cùng với các tác phẩm khác của Fujiko. Trong khoảng thời gian từ ngày 25 tháng 4 năm 2005 đến ngày 28 tháng 2 năm 2006, năm tập đã được xuất bản với tựa đề Doraemon Plus (ドラえもん プラス) gồm 104 câu chuyện khác không nằm trong 45 tập tankōbon đã xuất bản trước đó; vào ngày 1 tháng 12 năm 2014, tập thứ sáu của bộ truyện được xuất bản, bao gồm 18 câu chuyện khác. Thêm vào đó, những câu chuyện chưa xuất bản đã được phát hành thành sáu tập với tựa đề Doraemon Kara Sakuhin-shu  (ドラえもん カラー作品集 tạm dịch "Doraemon: Tuyển tập tranh truyện màu") từ ngày 17 tháng 7 năm 1999 đến ngày 2 tháng 9 năm 2006; thông qua ấn bản này, có thêm 119 câu chuyện khác đã được bổ sung. Từ tháng 7 năm 2009 đến tháng 12 năm 2012, Shogakukan cho phát hành 20 quyển Fujiko F. Fujio Daizenshū Doraemon (藤子・F・不二雄大全集 ドラえもん tạm dịch "Fujiko F. Fujio Toàn tập: Doraemon") trong đó bao gồm tất cả 1345 câu chuyện Doraemon do Fujiko sáng tác. Vào tháng 12 năm 2019, nhân dịp kỷ niệm 50 năm Doraemon ra đời, Shogakukan đã phát hành một tập trong đó tập hợp sáu phiên bản khác nhau về lần gặp gỡ đầu tiên giữa Nobita và Doraemon.
Manga Doraemon được Nhà xuất bản Kim Đồng ấn hành lần đầu tại Việt Nam vào năm 1992. Tựa của bộ truyện phiên âm thành Đôrêmon còn tên nhân vật được sửa đổi cho quen thuộc với cách đọc của thiếu nhi Việt Nam (xem thêm: Doraemon tại Việt Nam). Sau năm 1996, Nhà xuất bản Kim Đồng chính thức ký kết với Shogakukan để phát hành Đôrêmon có bản quyền tại Việt Nam. Từ năm 2010, Kim Đồng tái phát hành bộ truyện Doraemon mới trong đó đổi lại tựa đề, tên nhân vật cũng như bản dịch trên tinh thần bám sát nguyên tác.Doraemon cũng được mua bản quyền phát hành tại một số quốc gia khác trên thế giới như Trung Quốc, Đài Loan, Thái Lan, Hồng Kông, Hàn Quốc, Indonesia, Philippines, Pháp, Tây Ban Nha và Ý. Tại Hoa Kỳ, tác phẩm được Amazon phân phối ở định dạng kindle.

### Anime

Bìa DVD đầu tiên của anime Doraemon (loạt phim 1979) do Shogakukan tái phát hành vào năm 2009.

Loạt anime Doraemon đầu tiên được sản xuất vào năm 1973 bởi Nippon TV Dōga sau đó phát sóng trên Nippon Television từ 1 tháng 4 đến 30 tháng 9 cùng năm, với 26 buổi phát sóng trong đó mỗi buổi phát hai tập, có tổng cộng 52 tập đã lên sóng; tiền thân là một tập phim thí điểm mang tên "Doraemon Mirai Kara Yattekuru" (ドラえもんが未来からやってくる tạm dịch "Doraemon - người bạn đến từ tương lai") phát sóng vào tháng 1 năm 1973, mà Masami Jun đã không tham gia vào quá trình sản xuất. Đạo diễn của series là Kaminashi Mitsuo, trong khi phần lồng tiếng là do hãng Aoni Production thực hiện; nhân vật Doraemon ban đầu được lồng tiếng bởi Tomita Kōsei (về sau là Nozawa Masako) Trong giai đoạn kết thúc loạt phim, vì các vấn đề về tài chính nên hãng sản xuất anime phá sản và các original master đã bị bán hoặc hỏng. Các tập được phát đi phát lại bằng băng bởi Nippon Television và một số đài truyền hình địa phương cho đến năm 1979, với lần phát lại cuối cùng dang dở là trên Toyama Television do Shogakukan (nhà sản xuất phiên bản mới của Doraemon) yêu cầu ngừng phát sóng, vì sợ gây nhầm lẫn cho các em nhỏ. Năm 1995, một số tập được tìm thấy trong kho lưu trữ của công ty Studio Rush (sau này là IMAGICA)  và vào năm 2003, một số tập khác được nhà sản xuất Masami Jun khôi phục. Tính đến năm 2013, có 21 tập trong tổng số 52 tập được phục hồi và có 2 tập trong số đó là không có tiếng.
Loạt anime thứ hai dựa trên manga được Shin-Ei Animation sản xuất, phát sóng từ ngày 2 tháng 4 năm 1979 đến ngày 18 tháng 3 năm 2005 trên TV Asahi. Một loạt nhân viên khác đã được tuyển dụng để thực hiện bản anime này do Fujiko F. Fujio không đánh giá cao bản chuyển thể trước đó; đạo diễn chính được chuyển giao cho Shibayama Tsutomu, Nakamura Eiichi phụ trách đạo diễn hoạt hình và thiết kế nhân vật trong khi phần âm nhạc do Kikuchi Shunsuke đảm nhiệm. Ở phần lồng tiếng, Nobita do Ohara Noriko thực hiện trong khi đó Ōyama Nobuyo lồng tiếng cho Doraemon; vì lý do này mà series còn có tên gọi khác là phiên bản Ōyama. Tổng cộng có 1787 tập được sản xuất và do Toho phân phối trên cả VHS và DVD. Hãng Shin-Ei Animation cũng tham gia giám sát việc sản xuất loạt anime Doraemon thứ ba, series được phát sóng trên TV Asahi từ 15 tháng 4 năm 2005 đến nay với các seiyū mới thay thế cho những diễn viên lồng tiếng đã làm việc liên tục hơn 20 năm trước đó: nhân vật Doraemon được lồng tiếng bởi Mizuta Wasabi còn Ōhara Megumi lồng tiếng cho Nobita. Series bắt đầu phát hành trong định dạng DVD từ ngày 10 tháng 2 năm 2006 dưới nhãn Shogakukan Video; và được đặt tên là New TV-ban Doraemon (NEW TV 版 ドラえもん tạm dịch "Doraemon - Tân bản truyền hình").
Tương tự như manga, anime Doraemon đã xuất hiện tại Việt Nam từ rất sớm thông qua truyền hình và băng đĩa, nhưng không có bản quyền. Từ năm 2010, TVM Corp. cấp phép sản xuất phiên bản lồng tiếng Việt của bộ phim với Thùy Tiên lồng tiếng cho Doraemon còn Nobita là Anh Tuấn, phát sóng trên kênh xã hội hóa HTV3 thuộc Đài Truyền hình Thành phố Hồ Chí Minh và Hãng phim Phương Nam phát hành DVD và CD. Từ năm 2014 trở đi, như hệ quả của việc thay đổi diện mạo, theo sau đó là thay đổi công ty điều hành, HTV3 bắt đầu thay đổi diễn viên lồng tiếng cho một số nhân vật trong phim. Phần tựa phim ban đầu được dịch dưới tên gọi Doraemon – Mèo máy thông minh, tuy nhiên sau hai buổi phát sóng thì đổi thành Doraemon – Chú mèo máy đến từ tương lai và tựa đề này được sử dụng cho đến năm 2022; đồng thời ca khúc nhạc hiệu mở đầu phim gốc được hát lại lời bằng tiếng Việt. Sau 370 tập (185 buổi phát sóng), HTV3 tạm ngừng phát loạt anime thứ hai để chuyển sang loạt anime thứ ba. Về sau thì các tập này được POPS Worldwide phát hành lại trên nền tảng kỹ thuật số cùng với những tập mới.
Ngoài ra, Doraemon còn được phát sóng hơn sáu mươi quốc gia khác trên thế giới. Tại Thái Lan được trình chiếu trên Channel 9 từ năm 1982, tại Trung Quốc được trình chiếu vào năm 1989 trên sóng của Đài Truyền hình Quảng Đông và sau đó là Đài Truyền hình Trung ương Trung Quốc vào năm 1991, và tại Philippines trên GMA Network từ năm 1999. Kể từ năm 2005, anime được trình chiếu tại Ấn Độ trên Hungama TV, thêm vào đó các nước châu Á khác đã phát sóng Doraemon bao gồm Hồng Kông, Singapore, Đài Loan, Malaysia, Indonesia và Hàn Quốc. Tại Tây Ban Nha, anime được phát sóng vào năm 1993 trên TVE-2 và sau đó là Boing từ năm 2011;  tác phẩm cũng được phân phối ở Bồ Đào Nha và các nước Mỹ Latinh, bao gồm Brazil, Colombia và Chile. Tại Pháp, Doraemon ban đầu được phát sóng trên TV6 vào năm 2003, nhưng nhanh chóng phải dừng lại do xếp hạng thấp; sau đó được hồi sinh trên Boing vào năm 2014. Cùng năm, Disney phân phối anime tại Ba Lan, Thổ Nhĩ Kỳ và Hoa Kỳ.

#### Phim điện ảnh
Có 44 (đến năm 2025) phim điện ảnh Doraemon do Shin-Ei Animation sản xuất và phân phối bởi Toho kể từ năm 1980. Hai mươi lăm phim đầu tiên liên quan đến loạt anime năm 1979, trong khi các phim còn lại nằm trong loạt anime năm 2005. Các bộ phim liên quan đến loạt anime năm 1979 hầu như do Shibayama Tsutomu đạo diễn và Fujiko F. Fujio viết kịch bản cho đến năm 1996; sau khi tác giả qua đời, kịch bản của những bộ phim còn lại do Kishima Nobuaki đảm nhiệm. Cốt truyện của các bộ phim phức tạp hơn các câu chuyện trong manga hoặc anime và chủ yếu mang tính chất phiêu lưu. Chủ đề phim thường dựa trên văn hóa dân gian Nhật Bản hoặc lấy cảm hứng từ các tác phẩm văn học, hoặc đề cập đến các chủ đề liên quan đến môi trường, lịch sử và công nghệ.
Vào ngày 8 tháng 8 năm 2014, Stand by Me Doraemon được phát hành tại Nhật Bản, dựa trên năm chương truyện nổi tiếng nhất của manga: "Mirai no Kuni Kara Harubaruto" (未来の国からはるばると tạm dịch "Người bạn đến từ tương lai), "Yukiyama no Romance" (雪山のロマンス tạm dịch "Sự lãng mạn trên đỉnh núi tuyết"), "Nobita no Kekkon Zen'ya" (のび太の結婚前夜 tạm dịch "Đêm trước ngày cưới của Nobita"), "Sayonara, Doraemon!" (さよなら, ドラえもん! tạm dịch "Tạm biệt Doraemon!") và "Kaette Kita Doraemon" (帰ってきた ドラえもん tạm dịch "Doraemon trở lại") mô tả về lần gặp gỡ đầu tiên cho đến khi chia tay giữa Doraemon và Nobita. Bộ phim được thực hiện hoàn toàn bằng đồ họa máy tính 3D do Yamazaki Takashi và Yagi Ryūichi đồng đạo diễn; tổng doanh thu hơn 183 triệu đôla Mỹ, cao nhất trong lịch sử thương hiệu truyền thông của Doraemon. Nhờ vào thành tích nổi bật này, dẫn đến sự ra đời của Stand by Me Doraemon 2, chính thức khởi chiếu từ 20 tháng 11 năm 2020 với đạo diễn và biên kịch như phần phim trước đó.

### Phim ngắn, OVA và crossover
Nhiều phim ngắn dựa trên Doraemon đã được sản xuất, phát hành từ năm 1989 đến năm 2004 song hành với các bộ phim điện ảnh trong nhượng quyền thương hiệu. Việc chuyển thể ở dạng anime liên quan đến một số câu chuyện tiêu biểu nhất trong tác phẩm, bao gồm: 2112: Doraemon ra đời, xoay quanh những chuyện trước khi Doraemon gặp Nobita; Đêm trước đám cưới Nobita trong đó kể về các sự kiện liên quan đến cuộc hôn nhân giữa Nobita và Shizuka; Boku no Umareta Hi và Kỉ niệm về bà trong đó mối quan hệ giữa Nobita với ba mẹ và bà được liên kết chặt chẽ. Các phim ngắn tiếp theo tập trung vào nhân vật Dorami và Đội quân Doraemon. Năm 1981, Toho phát hành bộ phim Doraemon: Boku, Momotarō no nan'na no sa, xoay quanh truyền thuyết dân gian Nhật Bản về Momotarō.
Năm 1994, một OVA giáo dục được sản xuất, Doraemon: Nobita to Mirai Note (ドラえもん のび太と未来ノート tạm dịch "Doraemon: Nobita và cuốn nhật ký tương lai") trong đó các nhân vật chính của tác phẩm bày tỏ mong muốn làm cho Trái Đất trở nên tốt đẹp hơn. Vào ngày 9 tháng 11 năm 2018, một tập phim crossover với loạt phim trinh thám Đặc vụ Tokyo (相棒 AIBOU) đã được phát sóng trên TV Asahi, trong đó hai diễn viên Mizutani Yutaka và Sorimachi Takashi cũng tham gia, lồng tiếng cho nhân vật mà họ đã đóng.

### Nhạc kịch
Một vở nhạc kịch mang tên Butaiban Doraemon: Nobita to Animal Planet (舞台版 ドラえもん のび太とアニマル惑星 tạm dịch "Nhạc kịch Doraemon: Nobita và hành tinh muông thú") dựa trên phim điện ảnh cùng tên năm 1990, được công diễn lần đầu tại Tokyo Metropolitan Theatre từ ngày 4 tháng 9 đến ngày 14 tháng 9 năm 2008. Đạo diễn và biên kịch là Kokami Shoji; nhân vật Nobita do Sakamoto Makoto thủ vai, trong khi Suho Reiko đóng vai Shizuka; vai Jaian và Suneo lần lượt được giao cho Waki Tomohiro và Kobayashi Kensaku. Doraemon có giọng của nữ diễn viên lồng tiếng quen thuộc của cậu Mizuta Wasabi. Vở nhạc kịch sau đó được hồi sinh tại Sunshine Theater ở Tokyo từ ngày 26 tháng 3 đến ngày 2 tháng 4 năm 2017; sau đó được trình diễn lại tại các tỉnh khác ở Nhật Bản, bao gồm Fukuoka, Osaka, Miyagi và Aichi. Kịch bản và đạo diễn vẫn do Kokami Shoji đảm nhiệm. Các vai như Nobita và Shizuka lần lượt được chuyển giao cho Ogoe Yuuchi và Higuchi Hina, còn Jaian và Suneo do Azuma Koki và Jinnai Shō phụ trách; nữ seiyū Mizuta Wasabi tiếp tục lồng tiếng cho nhân vật Doraemon.

### Nhạc phim
Nhạc nền của loạt anime năm 1973 được biên soạn bởi Koshibe Nobuyoshi; ông cũng biên khúc cho bài hát chủ đề mở đầu "Doraemon" (ドラえもん) và kết thúc  "Doraemon Rumba (ドラえもん ルンバ tạm dịch "Điệu rumba của Doraemon"), cả hai đều được trình bày bởi Naitō Harumi. Đối với loạt anime năm 1979 tiếp theo, việc soạn nhạc được chuyển giao cho Kikuchi Shunsuke, người đã biên khúc "Doraemon no Uta" (ドラえもんのうた tạm dịch "Bài hát về Doraemon"); ca khúc này đã được biểu diễn bởi nhiều nghệ sĩ khác nhau, bao gồm cả Ōsugi Kumiko và Yamano Satoko. Nhân dịp khởi động lại bộ anime diễn ra vào năm 2005, phần âm nhạc được giao cho Sawada Kan. Ngoài ra còn bốn ca khúc mở đầu khác bao gồm một bài phiên bản nhạc cụ của "Doraemon no Uta" do nhóm nhạc Trung Quốc Twelve Girls Band biểu diễn; "Hagushichao" (ハグしちゃお tạm dịch "Hãy ôm nhau") do Natsukawa Rimi trình bày; "Yume wo Kanaete Doraemon" (夢をかなえてドラえもん tạm dịch "Doraemon biến giấc mơ thành hiện thực") do Mao thực hiện, phát sóng từ 2007 đến 2018; và "Doraemon" do Hoshino Gen trình bày, được phát sóng từ tháng 10 năm 2019 đến nay.
Nhiều bộ sưu tập ca khúc chủ đề của loạt anime và phim điện ảnh liên quan đã được bán trên thị trường. Ban đầu, các ca khúc chủ yếu được phát hành trong dạng băng cassette. Từ thập niên 1990 trở đi, CD trở nên phổ biến nên kéo theo các ca khúc trong Doraemon dần chuyển sang định dạng này với hai loại hình phát hành cơ bản là đĩa đơn và album tổng hợp. Bên cạnh đó, các đoạn nhạc nền trong phim điện ảnh Doraemon đã được Nippon Columbia cho phát hành từ tháng 3 năm 2001 đến nay trong chuỗi album "Doraemon Soundtrack History" (ドラえもんサウンドトラックヒストリー).

### Trò chơi và trò chơi video
Nhiều trò chơi video dành cho các dòng máy console khác nhau dựa trên Doraemon đã ra đời, dành riêng cho thị trường Nhật Bản. Trò chơi video đầu tiên lấy cảm hứng từ series là Dora-chan (ドラちゃん) do Craul Denshi phát hành vào năm 1980 tuy nhiên sau đó bị rút khỏi thị trường do vi phạm bản quyền. Năm 1983, Bandai mua bản quyền sản xuất ra Dokodemo Dorayaki Doraemon (どこでも ドラヤキ ドラえもん), một trò chơi arcade lấy cảm hứng từ Pac-Man; một trò chơi nền tảng NES khác, Doraemon, được phát triển bởi Hudson Soft với hơn 150 000 bản được bán ra, trở thành trò chơi video được mua nhiều thứ 10 ở Nhật Bản vào năm 1986. Năm 2007, SEGA phát hành Doraemon Wii - Himitsu Dōgu Ō Kettei-sen, trò chơi video đầu tiên trong nhượng quyền thương hiệu được phân phối qua bảng điều khiển Wii. Các nhân vật trong Doraemon cũng xuất hiện trong loạt trò chơi video âm nhạc Taiko no Tatsujin, do Namco phát triển từ năm 2001.
Một số trò chơi bài lấy cảm hứng từ Doraemon đã được sản xuất, phân phối tương tự như các bộ phim điện ảnh chiếu rạp hoặc trong những dịp cụ thể liên quan đến nhượng quyền thương hiệu. Năm 2016, sự hợp tác giữa Asatsu-DK và Mattel cho phép tạo ra một ấn bản Uno về các nhân vật trong series; phiên bản này chỉ được phân phối ở Nhật Bản.

### Spin-off
Đội quân Doraemon, một manga dựa trên tác phẩm do Tanaka Michiaki sáng tác, được xuất bản bởi Shogakukan từ ngày 1 tháng 12 năm 1994 đến ngày 1 tháng 5 năm 2000. Từ ngày 1 tháng 5 năm 1995 đến ngày 1 tháng 11 năm 2000, cũng nhà xuất bản trên cho ra mắt thêm Đội quân Doraemon đặc biệt do Tanaka Michiaki và Miyazaki Masaru phối hợp thực hiện, như một phần phụ của tác phẩm trước. Hai tác phẩm đã được phát hành với tổng cộng 21 tankōbon. Manga thứ hai dựa trên Doraemon, mang tên Doraemon bóng chày, được Shogakukan phát hành từ ngày 15 tháng 8 năm 2000 đến ngày 15 tháng 9 năm 2011 trên tạp chí CoroCoro Comic hàng tháng và sau đó được đưa vào trong 23 tankōbon; do Mugiwara Shintarō sáng tác, manga có sự xuất hiện của chú mèo máy Kuroemon và tập trung vào trò bóng chày. Vào tháng 9 năm 2014, nhà xuất bản Nihon Bungeisha công bố trên tạp chí Comic Heaven về bộ manga Nozoemon (のぞえもん), được sáng tạo bởi Hikari Fujisaki với cốt truyện parody khiêu dâm lolicon về các nhân vật trong Doraemon; nội dung của manga được cho là không phù hợp và bị Asatsu-DK khiếu nại, sau đó ngừng phát hành.

## Đánh giá

### Nhận xét chung
Doraemon được coi là một trong những bộ manga nổi tiếng nhất mọi thời đại và là biểu tượng quốc gia thực sự của Nhật Bản. Ở quê nhà, sự tiếp xúc mạnh mẽ trên phương tiện truyền thông của loạt phim đã khiến nó trở thành một phần cuộc sống hàng ngày của toàn bộ thế hệ đất nước mặt trời mọc sau chiến tranh. Hơn nữa, vì tuổi thọ của tác phẩm, nó tiếp tục thu hút sự yêu thích của các thế hệ trẻ em mới, con của những người đã lớn lên với những câu chuyện tương tự. Thành công này được thể hiện rõ qua doanh thu của manga. Vào năm 1996, khi kết thúc việc phát hành bằng tankōbon, series bán được 108 triệu bản ở Nhật Bản, sau đó thêm khoảng hai triệu bản được bán ra mỗi năm. Tương tự như manga, ngay cả loạt phim anime cũng được đón nhận nồng nhiệt; Đặc biệt, anime năm 1979 và 2005 liên tục có mặt trong bảng xếp hạng những series được công chúng Nhật Bản theo dõi nhiều nhất. Hơn nữa, được đánh giá cao là phong cách vẽ các nhân vật có khả năng khơi dậy cảm tình ở khán giả của tác phẩm; điều này đã góp phần cơ bản vào việc phổ biến và khẳng định thuật ngữ kawaii trong văn hóa đại chúng Nhật Bản. Mặt khác, các bộ phim điện ảnh cán mốc 100 triệu vé bán ra trong năm 2013, trở thành thương hiệu phim Nhật Bản lớn nhất về lượng khán giả; trước đây kỷ lục này do Godzilla nắm giữ.
Tác phẩm cũng đã đạt được thành công vang dội ở các nước châu Á, đến mức nó được coi là một trong những trường hợp tiêu biểu nhất về quyền lực mềm của Nhật Bản. Mặc dù trước đây một số nước trong khu vực này ấn hành tác phẩm là không có bản quyền. Năm mươi triệu bản in được bán ra chỉ riêng ở Việt Nam, một mức độ phổ biến duy nhất trên thị trường truyện tranh Việt Nam. Tác phẩm cũng được xuất khẩu sang phương Tây nhưng mức độ phổ biến của nó vẫn còn hạn chế và chủ yếu chỉ giới hạn trong các bộ anime; điều này bắt nguồn từ việc giai cấp thống trị vốn coi series là sản phẩm dành riêng cho trẻ em và thanh thiếu niên cũng các quy tắc khắt khe về việc xuất bản manga và phát sóng anime trên truyền hình. Năm 2012, có 170 triệu bản in được bán ra trên toàn cầu.

### Phản hồi từ giới chuyên môn
Doraemon được giới phê bình phản hồi tích cực. Trong số các yếu tố được đánh giá cao nhất là sự lạc quan tràn ngập tác phẩm và sự hiện diện mạnh mẽ của các yếu tố khoa học viễn tưởng và kỳ ảo, có xu hướng đại diện cho một thế giới mà con người và công nghệ có thể cùng tồn tại cân bằng. Về vấn đề này, nhà phê bình Mark Schilling cho rằng: "Đối với những đứa trẻ có cuộc sống đơn điệu, Doraemon đại diện cho hơi thở của sự tự do và là tấm gương phản chiếu của một thế giới vui vẻ, thân thiện, nơi giấc mơ và cả những điều ngớ ngẩn nhất đều có thể trở thành sự thật". Nhà văn Massimo Nicora có một ý kiến khác, theo đó Doraemon "có thể được hiểu như là một quyển sách giễu nhại sự toàn năng của khoa học khi tuyên bố có thể giải quyết mọi vấn đề với các công cụ của nó", ám chỉ đến bảo bối của Doraemon thường gây ra sát thương nhiều hơn bất cứ thứ gì khác. Tuy nhiên, Nicora cũng đồng tình rằng tác phẩm đại diện cho "phép ẩn dụ về trí tưởng tượng của trẻ nhỏ, chúng luôn cố gắng tìm ra những giải pháp kỳ lạ và nguyên bản nhất trong một trò chơi biến đổi liên tục của thực tại". Theo Moige:"Nobita rất lười biếng không có sự tiến bộ đáng kể nào học được từ những sai lầm mắc phải", ngay cả khi vẫn có những ý kiến tích cực khác, bao gồm "chỉ trích bắt nạt, lòng tốt được tỏa sáng qua Nobita và hình ảnh tích cực của Shizuka".
Leo Ching trong bài viết của mình cho rằng thành công của Doraemon ở châu Á xuất phát từ việc bộ truyện đã phản ánh được giá trị chung của châu lục này như trí tưởng tượng hay tinh thần trách nhiệm, đây cũng là lý do giúp một sản phẩm văn hóa xuất khẩu khác của Nhật Bản là Oshin phổ biến ở châu Á; Mặt khác, theo phân tích của Anne Allison, giáo sư nhân chủng học văn hóa tại Đại học Duke, điểm mạnh của tác phẩm không phải là sự đa dạng của bảo bối mà là tình bạn giữa Doraemon và Nobita, được độc giả đặc biệt đánh giá cao. Nhà văn kiêm nhà báo Jason Thompson cho rằng Doraemon là "một tập hợp các tình huống ngược đời thú vị, thậm chí còn vui nhộn bởi phong cách mộc mạc và cổ điển", gán cho tác phẩm bốn sao, xếp hạng cao nhất. Nhân dịp kỷ niệm 50 năm ngày ra đời của tác phẩm, ban biên tập tờ báo Asahi Shimbun tuyên bố: "Chúng ta có thể yên tâm nói rằng Doraemon giờ đã trở thành tác phẩm kinh điển của thời đại chúng ta. Thông điệp được đúc kết qua tác phẩm rất phong phú và đa dạng".

### Giải thưởng và mức độ phổ biến
Bộ manga đã nhận được nhiều giải thưởng và danh hiệu cao quý. Tác phẩm đã hai lần được nhận Giải thưởng Hiệp hội họa sĩ truyện tranh Nhật Bản lần thứ hai năm 1973 cho hạng mục Giải xuất sắc nhất và Giải thưởng của Bộ Giáo dục, Văn hóa, Thể thao, Khoa học và Công nghệ năm 1994. Năm 1981, nhận được Giải Manga Shogakukan dành cho hạng mục Kodomo, trong khi năm 1997 nhận được Giải thưởng Văn hóa Tezuka Osamu. Còn về phần anime, loạt phim 1979 bốn lần đạt Giải phim xuất sắc của Cơ quan văn hóa vào các năm 1984, 1985, 1988 và 1989. Theo một cuộc khảo sát trên 80 000 người vào năm 2006, được thực hiện nhân dịp kỷ niệm 10 năm Liên hoan Nghệ thuật Truyền thông Nhật Bản  manga có mặt ở vị trí thứ năm trong số những tác phẩm được người Nhật yêu thích nhất. Trong một cuộc khảo sát trực tuyến do TV Asahi thực hiện năm 2005 liên quan đến loạt anime ăn khách nhất mọi thời đại của công chúng Nhật Bản, Doraemon được xếp ở vị trí thứ năm; trong bảng xếp hạng của năm sau, lấy ý kiến về một trăm series anime Nhật Bản được yêu thích nhất, tác phẩm đã chiếm vị trí thứ ba. Một cuộc khảo sát được thực hiện vào năm 2010 bởi Đại học Bách khoa Tokyo đã bầu chọn anime Doraemon (ngang hàng với loạt phim Dragon Ball) là sản phẩm phù hợp nhất để thể hiện khái niệm Cool Japan trên thế giới; tương tự như vậy, trong một cuộc khảo sát năm 2013 liên quan đến những tựa anime dành cho người nước ngoài, Doraemon đã đạt vị trí đầu tiên với 42,6% sự ưa thích. Trong một cuộc khảo sát được tổ chức vào năm 1993, nhiều người làm công ăn lương người Nhật tuyên bố muốn có "Cánh cửa thần kỳ" để tránh phải đi làm trong giờ cao điểm; Người ta cũng chỉ ra rằng một số bảo bối, chẳng hạn như "Chong chóng tre" đều quen thuộc với hầu hết người dân Nhật Bản. Trên trang MyAnimeList, manga có điểm đánh giá trung bình là 8,43 với hơn 4500 người bình chọn; ba loạt anime lần lượt có mức trung bình là 7,36 (dựa trên 7400 phiếu bầu),  7,69 (dựa trên 14566 phiếu bầu) và 7,50 (dựa trên 4524 phiếu bầu).

### Tranh cãi
Vào tháng 2 năm 2013, Doraemon bị cấm ở Bangladesh, vì anime được lồng tiếng bằng tiếng Hindi chứ không phải tiếng Bengali; theo ý kiến của chính phủ, điều này sẽ gây bất lợi cho người xem nhỏ tuổi, vì các em sẽ không có động lực để học ngôn ngữ mẹ đẻ của mình. Vào tháng 10 năm 2014, hoạt động ở Trung Quốc bị tờ Nhật báo Thành Đô cáo buộc là đại diện cho quyền lực mềm của Nhật Bản và là một phương tiện nhằm kiểm soát tâm trí người dân Trung Quốc. Một lệnh cấm nữa đối với anime đã được yêu cầu vào năm 2016 ở Pakistan; Theo một số chính trị gia, việc trình chiếu Doraemon có những ảnh hưởng tiêu cực đối với trẻ em.

## Ảnh hưởng văn hóa
Manga và anime Doraemon được coi là có ảnh hưởng nhất trong lịch sử manga và anime. Tác phẩm đã truyền cảm hứng cho rất nhiều mangaka, bao gồm Oda Eiichiro, người tạo ra One Piece với cảm hứng về trái ác quỷ. Kishimoto Masashi  (Naruto) tuyên bố đã từng vẽ nhân vật Doraemon nhiều lần, trong khi Takahashi Rumiko (Lum, Ranma ½) cho biết cô bị ảnh hưởng sâu sắc bởi manga, qua các nhân vật khách mời trong tác phẩm của cô. Sorachi Hideaki và Fujisawa Tōru, người sáng tạo ra Gintama và Great Teacher Onizuka, đã nhiều lần nhắc đến tác phẩm trong xê-ri của họ. Thuật ngữ "Doraemon" cũng đã được hình thành trong giới hạn ngữ cảnh Nhật Bản, dùng để diễn đạt một thứ gì đó có khả năng đáp ứng nguyện vọng của mọi người.
Ở Nhật Bản, xê-ri và nhân vật chính trong đó đã trở thành một biểu tượng văn hóa thực sự. Đặc biệt, Doraemon được gọi là nhân vật được yêu thích nhất trong lịch sử manga và một số nhà phê bình đã so sánh sự nổi tiếng của cậu với sự nổi tiếng của chuột Mickey hay Snoopy ở phương Tây. Vào năm 2002, Time Asia liệt kê nhân vật vào số 22 nhân vật nổi bật của châu Á trong một bài viết dưới nhan đề Anh hùng đáng yêu nhất ở châu Á. Vào năm 2005, nghệ sĩ Murakami Takashi đã đưa Doraemon vào triển lãm Little Boy: The Arts of Japan Exploding Subculture, cùng với các biểu tượng khác của tiểu văn hóa otaku. Tháng 3 năm 2008, Bộ trưởng Bộ Ngoại giao Nhật Bản Kōmura Masahiko đã chọn Doraemon là Đại sứ văn hóa anime, với mục đích quảng bá văn hóa và ngành công nghiệp anime. Nhân vật này cũng xuất hiện vào ngày 21 tháng 8 năm 2016 cùng với Thủ tướng Nhật Bản Abe Shinzō trong Lễ bế mạc Thế vận hội Mùa hè 2016, với mục đích công bố Thế vận hội Mùa hè 2020.
Thương hiệu của tác phẩm đã được TV Asahi sử dụng như một công ty quảng bá các sáng kiến từ thiện, thông qua TV Asahi Doraemon Bokin (テレビ朝日ドラえもん募金 tạm dịch: "Quỹ từ thiện Doraemon TV Asahi"); chủ yếu được tổ chức sau các trận động đất xảy ra trên đất nước. Vào năm 2013, như một dấu hiệu của sự đoàn kết, tập đoàn Đường sắt Odakyū đã tặng một trăm figure đại diện cho nhân vật chính của bộ truyện cho các quận Kanagawa và Tokyo; vào năm 2014 Shogakukan cũng xuất bản một sách hướng dẫn với các nhân vật của manga về những việc cần làm trong trường hợp xảy ra động đất. Vào ngày 15 tháng 7 năm 2011, trong quá trình tái thiết Sân bay Chitose mới, người ta khánh thành một khu vực dành riêng cho nhân vật Doraemon, trong khi vào ngày 03 tháng 9 năm 2011, Viện bảo tàng Fujiko F. Fujio được mở cửa cho công chúng ở Kawasaki đến tham quan, tập trung vào tác giả và quá trình sáng tạo của nguyên tác manga. Cũng tại địa điểm này vào ngày 3 tháng 9 năm 2012, một buổi lễ đã được tổ chức nhân kỷ niệm một trăm năm ngày sinh của Doraemon, trong đó nhân vật này được nhận quyền công dân danh dự của thành phố Kawasaki; Để chào mừng lễ kỷ niệm, triển lãm 100 Years Before The Birth Of Doraemon đã được tổ chức tại Hồng Kông từ ngày 14 tháng 8 đến ngày 16 tháng 9 năm 2012, với một số figure đại diện cho các nhân vật và bối cảnh nổi tiếng nhất trong series. Từ ngày 1 tháng 3 năm 2016 đến ngày 31 tháng 8 năm 2018, Doraemon Tram đã có mặt tại Takaoka, một phương tiện được trang trí độc quyền với các nhân vật của tác phẩm; từ tháng 10 năm 2016 đến tháng 3 năm 2017, sau sự hợp tác giữa Shogakukan và Japan Airlines, tuyến hàng không giữa Tokyo và Thượng Hải đã được khai thác bởi Doraemon Jet.
Không chỉ ở Nhật Bản, Doraemon còn có sức ảnh hưởng văn hóa tại một số quốc gia khác trên thế giới, đặc biệt là ở các nước châu Á. Tại Thượng Hải ở Trung Quốc, người ta đã thành lập một công viên chủ đề về Doraemon. Tại Việt Nam, Quỹ học bổng Doraemon được thành lập để giúp đỡ các em học sinh nghèo, và dùng hình ảnh Doraemon để tuyên truyền an toàn giao thông. Vào năm 2015, người dân xã Wang Luang ở Thái Lan còn dùng búp bê Doraemon để cầu mưa.

## Kinh doanh
Tại Nhật Bản, quyền quản lý hàng hóa Doraemon thuộc về ShoPro, công ty đã sản xuất và phân phối nhiều loại sản phẩm dưới thương hiệu của mình, chẳng hạn như đồ dùng học tập, móc khóa, action figure, gashapon, bánh kẹo, giày dép và quần áo. Nhiều công ty đã hợp tác để tạo ra và phân phối một loạt các sản phẩm xê-ri và nhân vật trong đó, chẳng hạn như Sanrio, Converse, và ESP Guitars, đã tạo ra một loạt guitar được trang trí bằng các nhân vật manga; hơn nữa việc hợp tác với Uniqlo đã dẫn đến sự ra đời của dòng quần áo do Murakami Takashi thiết kế. Dịch vụ bưu chính Nhật Bản cũng đã phân phối nhiều loại tem minh họa các nhân vật của tác phẩm, trong đó có một loại tem lấy cảm hứng từ "Cánh cửa thần kỳ". Tại Trung Quốc, việc hợp tác với Meitu đã cho phép tạo ra một loại điện thoại thông minh dành riêng cho nhân vật chính của series.
Ở Bắc Mỹ và Nam Mỹ, quyền khai thác thương hiệu do Viz Media nắm giữ, công ty này cùng với công ty Hot Topic đã phát triển nhiều loại quần áo và đồ sưu tầm về các nhân vật trong series; vào năm 2015, việc hợp tác giữa Viz và McDonald's đã dẫn đến việc phân phối một số Happy Meal theo chủ đề. Ở Châu Âu, việc bán hàng được quản lý bởi Viz Media Europe, với sự hợp tác của một số công ty. LUK Internacional phân phối giấy phép cho Tây Ban Nha, Bồ Đào Nha và Pháp. Animation International chịu trách nhiệm phân phối và kinh doanh các sản phẩm từ nhượng quyền thương hiệu tại một số quốc gia châu Á như Hồng Kông, Indonesia, Ấn Độ, Trung Quốc và Malaysia. Tại Việt Nam, quyền kinh doanh hình ảnh Doraemon ban đầu thuộc về Umezawa; từ tháng 6 năm 2013 trở đi, được chuyển giao lại cho Tagger (là đại lý của Animation International). Sau đó, Tagger hợp tác với một số công ty cho ra mắt các sản phẩm liên quan đến Doraemon như thú nhồi bông, thực phẩm, và băng đô. Việc buôn bán tác phẩm trên toàn thế giới có hơn 600 giấy phép đang hoạt động, với tổng doanh thu hàng năm hơn 600 triệu đô la Mỹ.
Thông qua các thỏa thuận cụ thể với Shogakukan, Doraemon cũng đã được sử dụng trong quảng cáo. 0123, một công ty vận tải của Nhật Bản, đã phát sóng nhiều quảng cáo lấy cảm hứng từ nhân vật này từ năm 1999. Tiếp theo sáng kiến Cool Japan do chính phủ Nhật Bản thúc đẩy, Sharp Corporation đã sản xuất nhiều quảng cáo khác nhau về nhân vật Doraemon và Nobita; chúng được phát sóng độc quyền tại các nước thuộc Hiệp hội các quốc gia Đông Nam Á. Vào năm 2013, Toyota đã phát sóng 20 quảng cáo người đóng tập trung vào cuộc sống trưởng thành các nhân vật chính của tác phẩm. Các nhân vật Doraemon và Nobita lần lượt do nam diễn viên người Pháp Jean Reno và Tsumabuki Satoshi thủ vai; trong khi đó, Shizuka, Jaian và Suneo được đóng bởi Mizukawa Asami, Ogawa Naoya và Yamashita Tomohisa.